# 80 pan
80_pan（ハレパン）は、小笠原朋美、奥菜真子による日本の音楽ユニットである。

## メンバー
※全員本名非公表
小笠原朋美（おがさわら ともみ）
ボーカル／リーダー／1985年11月9日生まれ／身長155cm／京都府出身
愛称は「朋美ちゃん」「朋ちゃん」「先生」など。
奥菜真子（おきな まこ）
MC／ラップ／1985年12月13日生まれ／身長154cm／京都府出身
愛称は「真子ちゃん」「真子っぺ」「真子ぺり」など。

### 旧メンバー
大空さや（おおぞら さや）※2ndシングルからメガネを着用。
ギター／コーラス／1989年10月26日生まれ／身長156cm／大阪府出身
愛称は「さやてぃ」「さや茶」など。

80★PAN!へ改名後より「1 Carat Stones」というバックバンドを従えていたが、いずれも正式メンバーではなく、メンバーも固定ではない。
イベントの趣旨や規模によっては、バックバンドを従えない編成の場合もあった。ただし、上記のバックバンドは次第に出演しなくなり、ロックからニューレイヴに転向することとなった。

## 来歴
2004年4月 大西輝門のプロデュースにより「ハレンチ☆パンチ」として結成。
デートピア/ビクターエンタテインメント所属。当初は京都のタウン情報誌発のローカルアイドルとして活動し、その後全国展開していく。
2007年3月26日 今後の活動を広げるため、アイドル路線からロック路線変更する意向を発表し、ユニット名を「80★PAN!」に改名。同日、高橋名人より"ゲームの女王"とする、認定証を授与。
改名の少し前より「ロック宣言」を謳っており、ヘヴィメタル雑誌『BURRN!』に、アルバムレビューが掲載された。
2007年10月8日 ギターとコーラスを担当していた大空さやが卒業し、小笠原と奥菜の2名での活動となった。
2008年4月5日 メルマガ限定ライブにて、突如「80_pan」に改名し新路線へ変更すると発表。
2009年5月11日 公式サイトで同年6月19日に解散を発表。

## エピソード
- ビクターエンタテインメントの新レーベルSWEETSTARより2005年8月『白線〜スタートライン』でCDデビュー。同曲はTBS系大ヒットドラマ『新キッズ・ウォー』のエンディングテーマ。
- ベッキー出演のビューティーンのCM楽曲や、押切もえのCM楽曲、アニメの主題歌などタイアップ戦略で知名度を上げる。2ndアルバムでは収録曲すべてがゲームとのタイアップであった。
- 決めポーズとして「ウソをつく事やズルイ事やいい加減な事など、ハレンチな事にパンチする『ハレンチ☆パーンチ!!』」というものがあるが、「80★PAN！」へ改名したと同時に封印したと報道されている。
- 終わりの挨拶で、「以上、80★PAN!でした」と言うところを、改名後も「以上、ハレンチ☆パンチでした」といい間違えることがある。
- 改名後も、ライブでの対バン相手から「ハレンチ☆パンチ」と言われることがある。
- 2ndアルバムがヘヴィメタル/ハードロック専門誌のBURRN!2007年8月号のアルバムレビューコーナーに採り上げられ、藤木昌生がレビューし、得点は77点(100点満点中)であった。藤木は「ウチの読者層を考えると高得点を付けるのは憚られるが…」と断ったうえで、「個人的には80点台後半を献上してもいいくらい気に入った」と書いている。
- 2008年6月にロンドンのイベントに参加するため渡英したところ、入国審査で様々な不手際が重なり、2人及び関係者全員は拘置所に一晩拘留された。翌日強制送還という処分が決まり、何もせずに日本へと帰国する羽目となった。

### 改名に関するエピソード
- 「80★PAN!」への改名の際、「今まで（ハレンチ☆パンチ）よりも大きなステージでやりたい」と願っていたが、改名後も伸び悩み、80★PAN!終焉期には、ハレンチ☆パンチ時代よりも客数が少なく、小さい会場で対バンをすることも多かった。
- 結局のところ、80★PAN!は方向性を見出せぬままほぼ一年で改名と路線変更する事となり、CDも改名当初発表したアルバム一枚のみで新曲のリリースもなく、公式サイトのトップは前述のアルバムが2007年6月6日に発売する旨の告知のまま一度も更新される事はなかった。
- 改名の発表が限定ライブだけであったため、該当ライブに参加しなかったファンは、何の説明もないまま、公式サイトの更新で突然の改名と路線変更を知る事になった。

## 作品

### シングル
1. 白線～スタートライン（2005年8月24日）
  1. 白線～スタートライン　ドラマ『新キッズ・ウォー』エンディングテーマ
  2. ジュエル　『Gem CEREY全国TV』CFソング
  3. ワカチアイタイ奇跡
2. メガホン（2005年11月23日）
  1. メガホン　PS2ソフト『リバースムーン』主題歌
  2. 恋は課外授業　オンラインRPG『ローズ・オンライン』イメージソング
  3. 白線～スタートライン<Winter's Story ver.>
3. 急上昇JUMP↑（2006年4月19日）
  1. 急上昇JUMP↑　『ビューティーン』CMソング
  2. HIKARUステージ　アニメ『甲虫王者ムシキング 森の民の伝説』エンディングテーマ
  3. じゃあねで指切りまたアシタ
4. Doki Doki! My Sister Soul（Type☆H）（2006年8月9日）
  1. Doki Doki! My Sister Soul　アニメ『ちょこッとSister』オープニングテーマ
  2. ねこにゃんダンス　アニメ『ちょこっとSister』エンディングテーマ
  3. 乙女のオトシモノ
5. ドラミエレクトリック（2008年12月17日）
  1. ドラミエレクトリック
  2. Remix コンプレックス
  3. スペースコントロール
  4. ドラミエレクトリック -J&B.K ver.

### アルバム
1. Doki Doki! ファースト☆パンチ!（2006年9月13日）
  1. Girl's Navigation
  2. Doki Doki! My Sister Soul
  3. 白線～スタートライン
  4. 僕のSummer Van
  5. HONEY MARMALADE
  6. 旅立ちの日に
  7. せんちめんたるハリケーン
  8. 恋は課外授業
  9. 急上昇JUMP↑
  10. O-mo-i-de Point
  11. 365Days～いつもオーダーメイド
  12. ジュエル
  13. メガホン
  14. HIKARUステージ
  15. ハッピーパラソル
2. 8 Carat Princess（2007年6月6日、80★PAN！名義）
  1. MONSTER DRIVE　ニンテンドーDSソフト『エレメンタルモンスター』主題歌
  2. 期待値シャイニング　ニンテンドーDSソフト『おんたま♪おんぷ島へん』テーマソング
  3. Greed It　ルミネスモバイル×80★PAN!タイアップソング
  4. さよならから始まる僕のeternal memories　オンラインRPG『エターナルゾーン』イメージソング
  5. BOMBER GIRL　『対戦☆ボンバーマン24』大会公式ソング
  6. 謎　Xbox 360ソフト『アブソリュート』主題歌
  7. キラキラ　Xbox 360・PS2ソフト『ディザイア』主題歌
  8. CARRY A NEW WORLD　ダンシングパラダイス×80★PAN!タイアップソング
3. DISCO BABY（2008年7月2日、80_pan名義）
  1. crazy -Darren Cullen ver.
  2. 放置民
  3. WAVE WAVE
  4. POP CREAM
  5. 80_pan
  6. I don’t wanna go
  7. Disco Baby
4. DISCO BABY -remix battle（2008年8月20日、80_pan名義）- Remix
  1. crazy -the pbj remix
  2. 放置民 -JAZZIDA GRANDE
  3. WAVE WAVE -The mfs remix
  4. POP CREAM -de!nial remix
  5. 80_pan -Super Smoky Soul remix
  6. I don't wanna go -×× remix

### 音楽配信
1. ありがとうの詩（2006年11月22日）

### 映像作品
1. Doki Doki! ファースト☆DVD!（2006年10月11日）

## 出演

### テレビ
- 情報発信塾 キッズナビゲーション（tvk：実質降板）
- オンナノコノオト（エンタ!371）

### ラジオ
- ラジオマガジン プレイランド・シガ～ハレンチ☆パンチのパンチDEハレンチ～（e-radio）
- ハレンチ☆パンチのLove Love Live～ハレンチ☆パンチのありえへん倶Love（ハレクラ）～（TBCラジオ：終了）
- ハレンチ☆パンチのハレ☆ハレMIX（K-MIX：終了）

### その他
- ファミ通ゲームチャンネル（EZチャンネル：終了）
- 80★PAN!6978!（ロックなヤツら!?）（原宿アメブロ放送局Ameba Studio：終了）